# 더스티 로즈

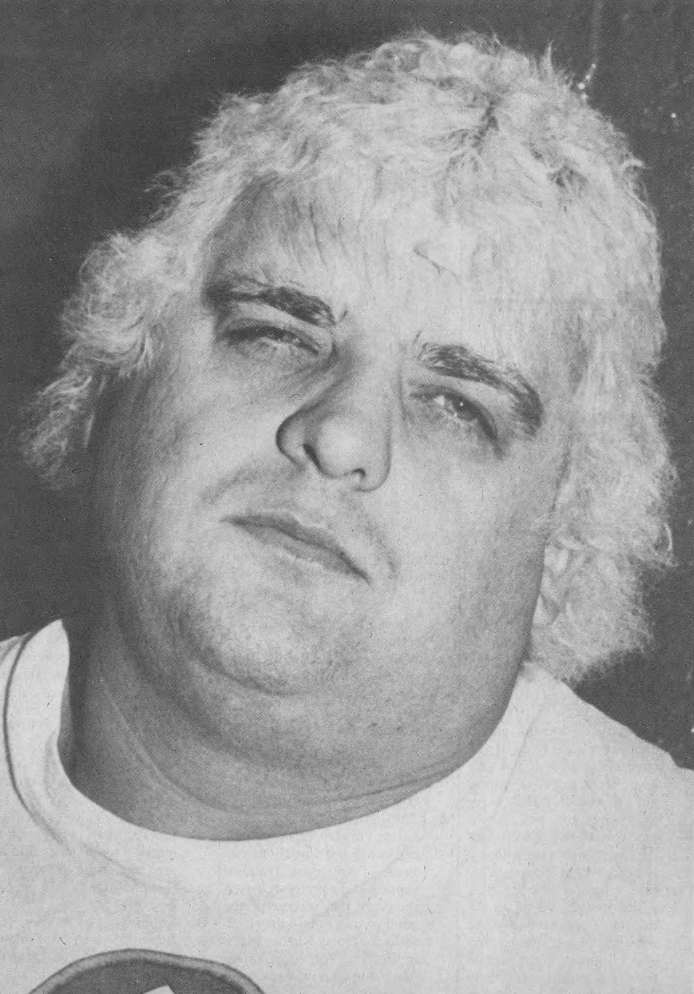
더스티 로즈

더스티 로즈(Dusty Rhodes, 1945년 10월 12일 ~ 2015년 6월 11일 )는 미국의 프로레슬링선수다. "아메리칸 드림 더스티 로즈" (The American Dream Dusty Rhodes)로 잘 알려져 있으며, 코디 로즈,골더스트 더스틴 로즈 둘다 그의 친아들이긴 하지만 어머니가 서로다른 배 다른 형제이다(이복형제). 1968년 프로레슬링 입문했으며 키는 185cm 몸무게는 131kg이다. 본명은 버질 러넬스 주니어(Vergil Reilly Runnels Jr.)다. 피니쉬는 아메리칸 드림 엘보우 드랍, 바이오닉 엘보우로 사용을 한다. 2015년 6월 11일,오전 5시45분(이하 현지시간) 미국 플로리다주 올랜도 자택에서 쓰러진 채 발견돼 병원으로 이송됐다. 병원에서 더스티 로즈는 신장 기능이 정지돼 탈수 증세가 있다는 진단을 받고 다음날까지 투병하다 2015년 6월 11일 오전, 향년 71세로 생을 마감했다.

## 수상
- NWA 노스 아메리칸 헤비웨이트 챔피언 (하와이 버전) 1회
- NWA 월드 태그팀 챔피언 (디트로이트 버전) 1회 - 딕 머독
- NWA 센트럴 스테이츠 헤비웨이트 챔피언 1회
- NWA 노스 아메리칸 태그팀 챔피언 (센트럴 스테이츠 버전) 1회 - 딕 머독
- NWA 월드 헤비웨이트 챔피언 3회
- NWA 브래스 너클스 챔피언 (플로리다 버전) 2회
- NWA 플로리다 바하미안 챔피언 1회
- NWA 플로리다 글로벌 태그팀 챔피언 1회 - 매그넘 T.A
- NWA 플로리다 헤비웨이트 챔피언 12회
- NWA 플로리다 태그팀 챔피언 4회 - 딕 머독 (1회), 딕 슬레이터 (1회), 보보 브라질 (1회), 앙드레 더 자이언트 (1회)
- NWA 플로리다 텔레비전 챔피언 2회
- NWA 서던 헤비웨이트 챔피언 (플로리다 버전) 10회
- NWA 유나이티드 스테이츠 태그팀 챔피언 (플로리다 버전) 2회 - 벅시 맥그로 (1회), 블랙잭 멀리건 (1회)
- NWA 조지아 헤비웨이트 챔피언 1회
- NWA 내셔널 헤비웨이트 챔피언 1회
- NWA 미드 아틀란틱 태그팀 챔피언 1회 - 버프 배그웰
- NWA 유나이티드 스테이츠 챔피언 1회
- NWA 월드 텔레비전 챔피언 3회
- NWA 월드 태그팀 챔피언 (미드 아틀란틱 버전) 2회 - 딕 슬레이터 (1회), 매니 페르난데스 (1회)
- NWA 월드 식스맨 태그팀 챔피언 2회 - 로드 워리어스
- 1995 WCW 명예의 전당
- PWF 월드 헤비웨이트 챔피언 1회
- NWA 아메리칸 태그팀 챔피언 2회 - 바론 본 라쉬케 (1회), 딕 머독 (1회)
- NWA 브래스 너클스 챔피언 (텍사스 버전) 3회
- NWA 유나이티드 스테이츠 헤비웨이트 챔피언 (샌 프란시스코 버전) 1회
- NWA 노스 아메리칸 헤비웨이트 챔피언 (트라이 스테이트 버전) 1회
- NWA 유나이티드 스테이츠 태그팀 챔피언 (트라이 스테이트 버전) 1회 - 앙드레 더 자이언트
- NWF 월드 태그팀 챔피언 1회 - 딕 머독
- IWA 월드 태그팀 챔피언 1회 - 딕 머독
- 2007 WWE 명예의 전당